# اسپرینگ ولی (نیویورک)
اسپرینگ ولی (به انگلیسی: Spring Valley) یک روستا در ایالات متحده آمریکا است که در شهرستان راکلند، نیویورک واقع شده‌است. اسپرینگ ولی ۵٫۵ کیلومتر مربع مساحت و ۳۱٬۳۴۷ نفر جمعیت دارد.